# Centro de investigación bizantina

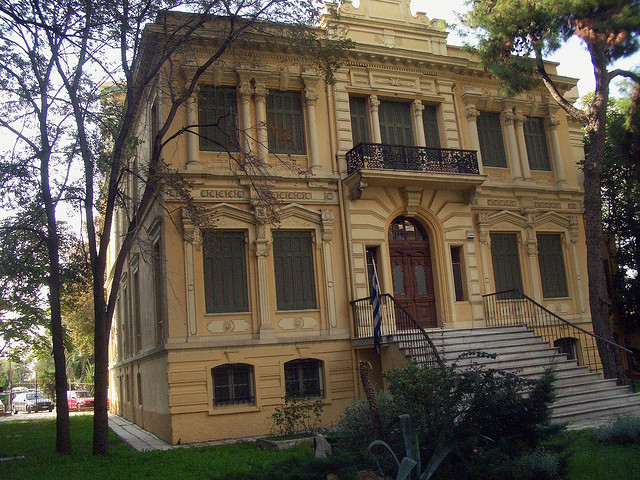
Antiguo orfanato Melissa, actual sede de la organización

El Centro de investigación bizantina o Centro de estudios bizantinos  (en griego: Κέντρο Βυζαντινών Ερευνών) es una organización con sede en Salónica, Grecia.
Fue fundada en 1966 por iniciativa de un grupo de profesores de la Facultad de Letras de la Universidad Aristóteles de Salónica. El Centro es una organización de investigación que promueve el estudio de la historia, la cultura y la civilización bizantinas.
Está ubicado en Villa Melissa (el antiguo orfanato Melissa) en la Avenida Vasilissis Olgas.